# 786 Bredichina
786 Bredichina је астероид главног астероидног појаса. Приближан пречник астероида је 91,60 ,
а средња удаљеност астероида од Сунца износи 3,170 астрономских јединица (АЈ).
Инклинација (нагиб) орбите у односу на раван еклиптике је 14,549 степени, а орбитални период износи 2061,991 дана (5,645 година). Ексцентрицитет орбите астероида износи 0,166.
Апсолутна магнитуда астероида износи 8,65 а геометријски албедо 0,073.
Астероид је откривен 20. априла 1914. године.